# Galaxy 32
Galaxy 32 (auch Galaxy 17R) ist ein kommerzieller Kommunikationssatellit des Satellitenbetreibers Intelsat aus der Galaxy-Flotte.

## Technische Daten
Im Juni 2020 bestellte der Satellitenbetreiber Intelsat bei Maxar Technologies vier neue geostationäre Kommunikationssatelliten für die Galaxy-Flotte. Maxar Technologies baute den Satelliten Galaxy 32, genau wie seine drei Schwestersatelliten Galaxy 31, Galaxy 35 und Galaxy 36, auf Basis ihres SSL-1300-Satellitenbusses. Mit seiner C-Band-Transponder-Nutzlast soll Galaxy 32 Nordamerika mit 5G-Dienstleistungen versorgen. Er besitzt eine geplante Lebensdauer von mehr als 21 Jahren und wird durch zwei Solarmodule und Batterien mit Strom versorgt. Des Weiteren ist er dreiachsenstabilisiert und wiegt ca. 3,3 Tonnen.

## Missionsverlauf
Galaxy 31 und 32 erreichten am 17. Oktober 2022 die Cape Canaveral Space Force Station und wurden später auf die Falcon-9-Trägerrakete montiert. Der Start der Satelliten erfolgte am 12. November 2022 in einen geostationären Transferorbit. Im Frühjahr 2023 erreichte Galaxy 32 seine geostationäre Position bei 91° West und löste dort seinen Vorgänger Galaxy 17 ab.